# Oreophryne variabilis
Oreophryne variabilis ist eine Amphibienart aus der Unterfamilie der Papua-Engmaulfrösche (Asterophryinae).

## Merkmale
Die Art erreicht eine Länge von 28 Millimetern. Die Tiere sind sehr wechselnd gefärbt. Die Körperoberseite ist grau, braun, purpurfarben, rosen- oder hochrot und einfarbig oder marmoriert oder es sind hellgelbe oder rosige Lateralstreifen vorhanden. Manchmal ist eine helle Längslinie in der Rückenmitte vorhanden. Weiters kann ein dunkler, hell eingefasster Augenfleck in der Lendengegend vorhanden sein. Die Kopfseiten sind dunkelbraun. Die Körperunterseite ist einfarbig weißlich, grau oder dunkelbraun mit gelben Flecken. Der Vorderkopf ist kurz und abgerundet. Der Canthus rostralis ist schwach angedeutet. Der Interorbitalraum ist breiter als ein oberes Augenlid. Das Trommelfell ist nur wenig deutlich erkennbar und zwei Drittel bis drei Viertel so groß wie ein Auge. Der erste Finger ist kürzer als der zweite. Die Haftscheiben der Fingerspitzen sind sehr groß und viel größer als die der kurzen, freien Zehen. Subarticularhöcker und Metatarsalhöcker fehlen. Bei an den Körper angelegtem Hinterbein reicht das Tibiotarsalgelenk bis zur Schulter oder dem Trommelfell. Die Haut ist an der Körperoberseite glatt, am Bauch dagegen gekörnelt.

## Vorkommen
Oreophryne variabilis kommt im Süden der indonesischen Insel Sulawesi am Mount Bonthain und Mount Latimojong oberhalb von 1000 Meter und am Gunung Karua oberhalb von 1200 Meter vor. Ihr Lebensraum sind ungestörte Wälder.

## Systematik
Oreophryne variabilis wurde 1896 von George Albert Boulenger als Sphenophryne variabilis erstbeschrieben. Van Kampen stellte die Art 1923 in die Gattung Oreophryne.

## Gefährdung
Oreophryne variabilis wird von der IUCN als „Vulnerable “ (gefährdet) eingestuft.